# Ниш – Димитровград – Софія
Ниш – Димитровград – Софія – перспективний інтерконектор, котрий має з’єднати газотранспортні системи Сербії та Болгарії.
У 2010-х в межах політики Європейського Союзу на усебічну інтеграцію газових ринків запланували сполучити ГТС Сербії та Болгарії. Для цього мають прокласти газопровід від серьбского міста Ниш (через яке проходить головний газотранспортний коридор країни напрямку Хоргош – Лесковац) до болгарської столиці Софії (ще у 20 столітті сюди вивели Північне та Південне газопровідні напівкільця). 
Інтерконектор матиме довжину 108 км по території Сербії (цей відтинок носитиме назву МГ-10, Десятий магістральний газопровід) та 50 км у Болгарії. Для нього ймовірне використання труб діаметром 700 мм, а робочий тиск складатиме 5,5 МПа. Пропускна здатність трубопроводу планується на рівні 1,8 млрд м3 на рік з можливим збільшенням до 4,5 млрд м3.
Первісно інтерконектор працюватиме у напрямку Сербії, але за умови спорудження на території останньої компресорної станції буде переведений у бідирекціональний режим.
Із проектної вартості будівництва у 85 млн євро більша частина – 50 євро – буде надана Європейським союзом.
В січні 2021-го повинні оголосити тендер на відбір підрядника будівництва.